# Friedrich Franzl
Friedrich Franzl (* 6. März 1905 in Wien, Österreich-Ungarn; † 18. August 1989 in Wien, Österreich) war ein österreichischer Fußballspieler auf der Position des Tormanns. Er war von 1927 bis 1929 Stammspieler der österreichischen Nationalmannschaft. Mit seinem Verein Admira konnte er in dieser Zeit zweimal Meister werden.

## Karriere
Franzl begann seine Karriere 1923 in Jedlesee bei der Admira. Er wurde rasch Stammtorwart der Schwarzweißen und wurde 1926 von Hugo Meisl in die österreichische Nationalmannschaft berufen. Sein Debüt gab er beim 7:1-Erfolg über die Schweiz. In der folgenden Saison konnte er mit der Admira den ersten Meisterschaftsgewinn ihrer Geschichte feiern und sich als Stammtorhüter des Nationalteams etablieren. Mit dem Team verlor er nur einmal gegen die Tschechoslowakei – dem gegenüber stehen zehn Siege und vier Unentschieden. Dennoch wurde er ab 1930 von Rudi Hiden aus dem österreichischen Tor zunehmend verdrängt.
Mit der Admira schaffte Franzl das Kunststück, nach dem Double 1928 drei Jahre hintereinander Vizemeister zu werden. Nach der Saison 1931 verließ der Tormann Jedlesse und ging nach Dornbach zum Wiener Sport-Club. Mit dem WSC konnte Franzl nicht mehr um die Meisterschaft mitspielen. Er wurde dennoch in den Kader für die Fußball-Weltmeisterschaft 1934 einberufen, bei der er allerdings nicht zum Einsatz kam. Zum Karriereende verzeichnete der Tormann mit dem Erreichen des österreichischen Cupfinales noch einen schönen Erfolg in Dornbach.

## Stationen
- SK Admira Wien (1923–1931)
- Wiener Sport-Club (1931–1937)

## Erfolge
- 2 × Österreichischer Meister 1927, 1928 (Admira)
- 3 × Österreichischer Vizemeister: 1929, 1930, 1931 (Admira)
- 1 × Österreichischer Pokal: 1928 (Admira)
- 1 × Österreichischer Pokalfinalist: 1937 (WSC)

- 15 Spiele für die österreichische Fußballnationalmannschaft

| Personendaten    | Personendaten                   |
| ---------------- | ------------------------------- |
| NAME             | Franzl, Friedrich               |
| KURZBESCHREIBUNG | österreichischer Fußballtormann |
| GEBURTSDATUM     | 6. März 1905                    |
| GEBURTSORT       | Wien                            |
| STERBEDATUM      | 18. August 1989                 |
| STERBEORT        | Wien                            |